# Disulfidický můstek

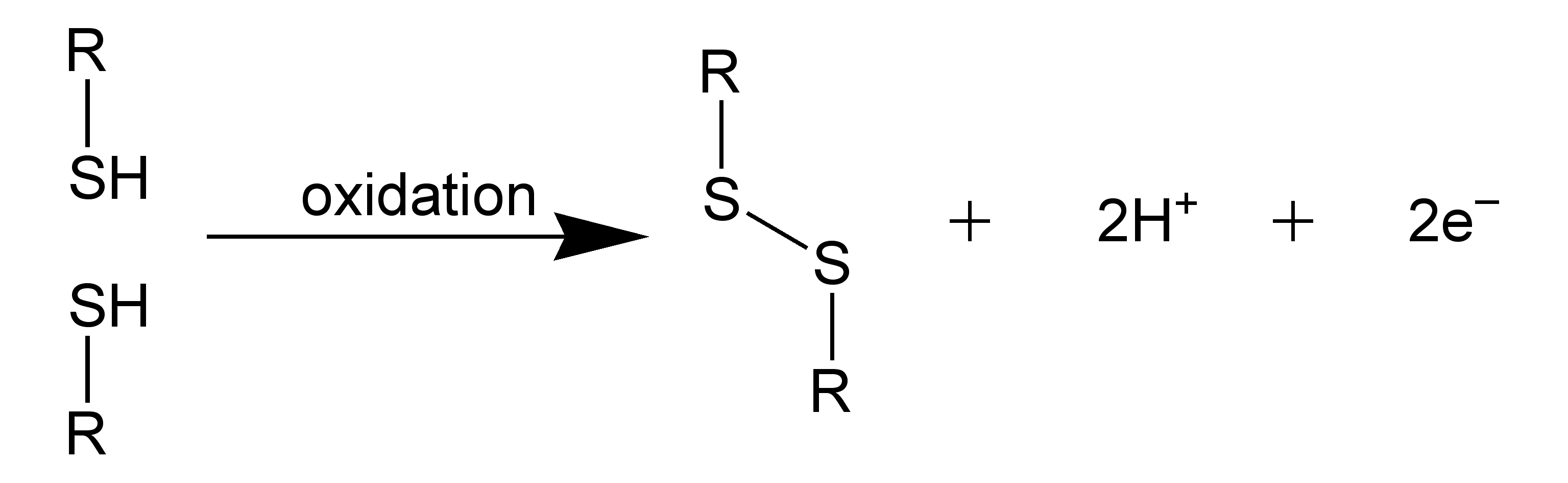
Formální znázornění procesu vzniku disulfidických můstků jako oxidačního procesu

Disulfidický můstek (též např. SS-můstek či S-vazba) je kovalentní vazba mezi dvěma atomy síry, vznikající oxidací dvou sulfanylových (-SH) skupin cysteinu. Cystein je aminokyselina vyskytující se v peptidech a bílkovinách, a proto jsou disulfidické můstky důležité právě u těchto skupin biomolekul. Schematicky je možné disulfidický můstek znázornit jako R–S–S–R, kde „R“ jsou bílkovinné zbytky. Dva tímto způsobem kondenzované cysteiny se označují jako „cystin“.

## Význam

Proinzulin: příklad krátké bílkoviny, která obsahuje disulfidické můstky (vyznačeny). Nůžky naznačují místa, kde dochází k sestřihu za vzniku funkčního inzulinu, složeného z A (zelený) a B (oranžový) řetězce. C-peptid znázorněn šedě

Disulfidické vazby jsou důležitým faktorem, který ovlivňuje skládání a stabilitu bílkovin. Mohou spojovat jak dva cysteiny v rámci jednoho polypeptidu (namátkou u některých ribonukleáz), tak i cysteiny ve zcela samostatných polypeptidech (jako u inzulinu či v oxidovaném glutathionu). Lehninger zařazuje disulfidické můstky do kategorie primární struktury bílkovin, tzn. po boku sekvence aminokyselin pospojovaných peptidovou vazbou. Výskyt SS můstku zamezuje volnému pohybu polypeptidů v tomto místě a stabilizuje tak strukturu bílkoviny. Některé studie ukazují, že mikroorganismy žijící v extrémně vysokých teplotách mají ve svých bílkovinách mnohem více SS můstků než ostatní organismy.

## Tvorba SS můstků
K tvorbě SS můstků musí být k dispozici enzymatická mašinérie, která je schopná oxidovat SH skupiny na SS můstky a tím sama sebe redukovat. Následně navíc musí být schopná nějakým způsobem se regenerovat (oxidovat) tak, aby nebyla jen na jedno použití a mohla oxidovat další a další buněčné bílkoviny. V bakteriálním periplazmatickém prostoru pracuje dvojice enzymů DsbA a DsbB, přičemž DsbA vytváří SS můstky na bílkovinách a redukuje se, načež je reoxidován pomocí DsbB. Redukovaný DsbB posílá elektrony na ubichinon, který může být následně zpracován v elektronovém transportním řetězci. U eukaryotických organismů (včetně lidských buněk) vznikl velice obdobný proces: vznik SS můstků (konkrétně v endoplazmatickém retikulu) zajišťuje protein disulfidizomeráza (PDI), která se v průběhu tohoto procesu redukuje (její vlastní SS můstek se rozpadá na dvě SH skupiny). Opětovné „nabití“ (oxidaci) zajišťuje membránový protein Ero1, který funguje podobně jako bakteriální DsbB. Redukovaný Ero1 posílá své přebytečné elektrony na kofaktor FAD. Zajímavostí je, že PDI umí i rušit SS můstky a zároveň je vytvářet na jiném místě v proteinu; tímto způsobem může být nakonec dosaženo optimální rozložení disulfidických můstků, což pomáhá zaujmutí správné trojrozměrné konformace bílkovin.

## Laboratorní štěpení
V laboratoři se často suspenze bílkovin vystavuje látkám, které rozrušují disulfidické vazby a tím oddělují jednotlivé polypeptidy, což mimo jiné urychluje např. proteolytické štěpení. SS můstek je možno oxidovat nebo redukovat, obě cesty mohou vést ke kýženému výsledku, tedy rozštěpení. K redukčnímu štěpení se využívá 2-merkaptoethanol, dithiothreitol nebo dithioerythritol, ve všech případech vzniknou z původního R-S-S-R dvě izolované SH skupiny. Po redukčním štěpení je obvykle ještě vhodné stabilizovat SH skupiny, aby znovu neoxidovaly. To se dělá pomocí jodacetátu. Oxidační štěpení využívá obvykle kyselinu permravenčí, přičemž vznikají dvě cysteové kyseliny (SO3-). Zároveň však při oxidačním štěpení dochází k poškození tryptofanu a k oxidaci methioninu, což poněkud snižuje využitelnost této metody.